# Areias (São Paulo)
Pour les articles homonymes, voir Areias.
Areias est une municipalité brésilienne de l'État de São Paulo et la Microrégion de Bananal.

## Démographie
| Évolution de la population (municipalité) | Évolution de la population (municipalité) | Évolution de la population (municipalité) | Évolution de la population (municipalité) |
| Année                                     | Population                                |                                           | %±                                        |
| ----------------------------------------- | ----------------------------------------- | ----------------------------------------- | ----------------------------------------- |
| 1920                                      | 6 100                                     |                                           |                                           |
| 1940                                      | 5 168                                     |                                           | −15,3%                                    |
| 1950                                      | 3 558                                     |                                           | −31,2%                                    |
| 1960                                      | 3 880                                     |                                           | 9,1%                                      |
| 1970                                      | 4 107                                     |                                           | 5,9%                                      |
| 1980                                      | 3 706                                     |                                           | −9,8%                                     |
| 1991                                      | 3 284                                     |                                           | −11,4%                                    |
| 2000                                      | 3 600                                     |                                           | 9,6%                                      |
| 2010                                      | 3 696                                     |                                           | 2,7%                                      |
| 2022                                      | 3 577                                     |                                           | −3,2%                                     |
| ,                                         |                                           |                                           |                                           |